# Nissan Caball

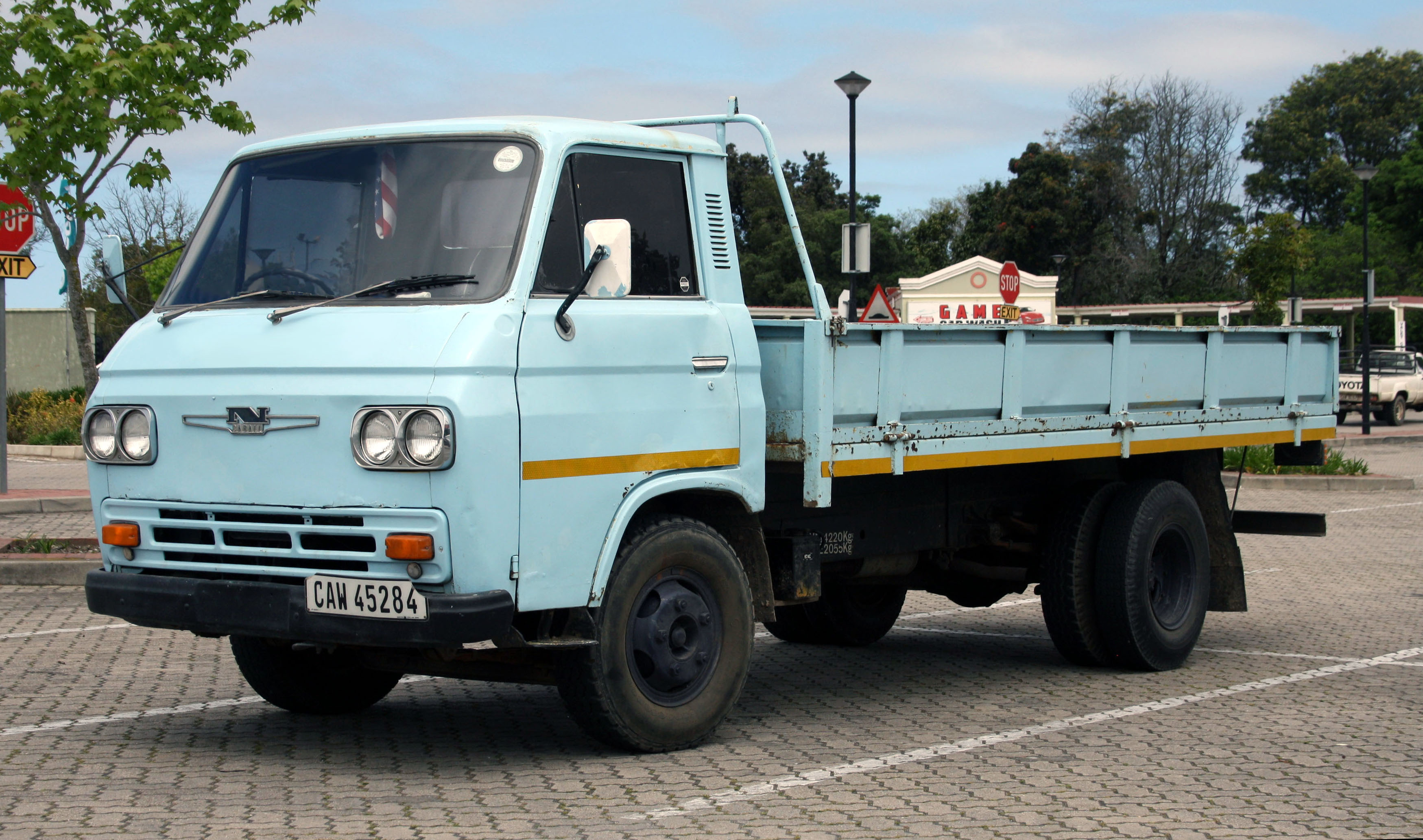
Nissan Caball C240

Nissan Caball — малотоннажный грузовой автомобиль, выпускаемый компанией Nissan Motor Ibérica c декабря 1957 по декабрь 1981 года. Вытеснен с конвейера моделью Nissan Atlas.

## Первое поколение (C40)
Впервые автомобиль Nissan Caball был представлен в декабре 1957 года под индексом C40. В августе 1958 года в модельный ряд добавилась модель C42, а в 1959 году — C43. Производство завершилось в 1960 году.

## Второе поколение (C140)
Второе поколение автомобилей Nissan Caball производилось с апреля 1960 года под индексом C140. Двигатель взят от легкового автомобиля Nissan Cedric. Микроавтобус получил индекс Echo (GC140). Также существовали варианты VC140 и KC140. В 1962 году в модельный ряд добавилась модель C141 Caball. Производство завершилось в 1966 году.

## Третье поколение (C240)
Автомобили Nissan Caball третьего поколения производились с августа 1966 года. В 1969 году была изменена радиаторная решётка. В зависимости от топлива, модели получили индексы G4 (газомоторное) и D4 (дизельное).

## Четвёртое поколение (C340)
Последнее поколение автомобилей Nissan Caball производилось с мая 1976 по декабрь 1986 года.